# Louis Hornbeck
Anton Adolph Louis Theodor Hornbeck (født 23. juli 1840 i København, død 15. september 1906) var en dansk komponist, violinist og organist.

## Biografi
Louis Hornbeck blev født i København som tredje barn af Theodor Julius Hornbeck (1804-1857), musiker i Det Kongelige Kapel, og Mette Petrine Lütken (1805-1858). T.J. Hornbeck var sandsynligvis søn af kong Frederik 6.
Louis Hornbeck studerede violin med Valdemar Tofte (1832-1907), klaver og musikteori med Johan Christian Gebauer (1808-84) og orgel med Gottfred Matthison-Hansen (1832-1909).
Afgørende for Hornbecks liv blev forbindelsen med familien Sanne. Instrumentmageren Jacob Sanne boede i Studiestræde i København og solgte instrumenter fra en ”Klaversal” i huset. Her dukkede også Louis op: Louis H. havde – fra han 12 aar gammel, sammen med sin Fader …kom op i Studiestræde for at købe Klaver – været en stadig Gæst i det Sanneske Hjem. Jacob Sannes kone, Birgitte, var kusine til Bjørnstjerne Bjørnson, der ofte besøgte Sannes hjem, som han betragtede som sit eget.
Louis Hornbecks hjem fra 1856, i Store Hellig Geist Stræde (nu: Valkendorfsgade) 36, var fyldt af musik. Flere af de seks børn spillede meget godt, ikke mindst Anna (”Nanna”) Christine Hedevig (1838-80). Hun var en dygtig pianist og musicerede ofte sammen med Louis Hornbeck. Stor betydning fik det også, at Bjørnstjerne Bjørnson introducerede sin fætter Rikard Nordraak til dette miljø. Nordraak var kommet til København for at gå på handelsskole, men: Han spillede godt Klaver, blev berust af den megen Musik hos Sannes og opgav Handelsskolen.
Louis og Rikard blev nære venner. En tid, fra sommeren 1864, logerede de sammen på et par kvistværelser hos familien Sanne, der nu en kort periode, efter Jacob Sannes død, boede i Kattesundet. De unge musikere drøftede nok ofte æstetiske spørgsmål, hvilket fremgår af et brev fra Rikard til Louis, 24. maj 1864, der berører problemet ”originalitet”: Kjender Du engang imellem denne underlige Trang efter at synge Noget ud, saa skriv det roligt ned uden at spørge om den eller den har sunget sligt før. Komponer for at tilfredsstille Din egen Længsel saa vil Du ogsaa glæde Andre. Man har desuden ikke Længsel efter hvad man allerede har; i en ufrivillig Længsel og alvorlig Trang ligger der altid Orginalitet.
Vennekredsen omfattede tillige Gottfred Matthison-Hansen, Emil Horneman og Edvard Grieg; sidstnævnte var kommet til København i april 1863. Foråret 1865 stiftede disse fem unge musikere foreningen ”Euterpe” (opkaldt efter Euterpe af Apollos ni muser), med det formål at fremme ny nordisk tonekunst. Grieg sagde senere, at ”Euterpe” var en ”kampforening rettet mot de etablerte, herskende klikker i det danske musikliv, repræsenteret ved den konservative Musikforeningen i København.”
Louis Hornbeck giftede sig med Nanna Sanne i 1866. Ægteparret optrådte flittigt som musikere, bl.a. ved ”Euterpe”-arrangementer. Louis fik også publiceret en række sange: Grieg var meget begejstret for dem og lovede min Far et stort Navn som Romancekomponist. Særlig den skønne Sang til Plougs Digt ’Jeg troer paa Dig’ gjorde stor Lykke.
Herefter underviste Nanna i klaver, Louis virkede som orkesterviolinist, som sanglærer ved Kommuneskolerne og fra 1874 som kantor ved Sankt Johannes Kirke. Nanna og Louis Hornbeck fik fem børn; den yngste, en datter, fødtes i december 1879. Godt tre måneder senere, 23. marts 1880, døde Nanna Hornbeck, trolig af komplikationer i forbindelse med fødslen. Om dette skrev datteren Nanna Jappe, at hun var begyndt for tidlig paa sit Arbejde ude. Spædbarnet, opkaldt efter sin moder, blev adopteret bort til en af Nanna Hornbecks elever.
Louis Hornbeck giftede sig på ny i 1884, med den femten år yngre Helga Olivia Both.  Til Edvard Grieg skriver Hornbeck i august 1884: Jeg seer Dine forbausede Øjne mod at modtage Brev fra mig. ’Hvad Fanden gaar der af Hornbeck’ – siger Du –, ’er Samvittigheden endelig vaagnet hos det gamle Asen, siden han begynder at betale sin Gjæld i Retning af Brev til mig, eller hva er paa Færde?’ Af indlagte Kort vil Du kunde see hvad der for det første er paa Færde. Jeg har virkelig gaaet hen og forlovet mig, med den lumske Bagtanke, at gifte mig, hurtigst muligt.   Griegs svar (23. august 1884) bærer nok præg af den dybe samlivskrise han selv nylig havde gået igennem: …de bedste Ønsker ianledning af Din Forlovelse. Jeg skal vel afholde mig fra filosofiske Betragtninger med Hensyn til min personlige Mening om Sagen …Jeg er i dette Stykke fuldstændig Pessimist… og det kommer vel deraf, at jeg ikke tror, der findes den Kvinde, der kan gjøre en Kunstner lykkelig. Måske tager jeg Fejl, og hvis så er…så nærer jeg ingen Tvivl om, at Du med Dit fine Iakttagerblik har fundet den Rette. Bring Din Kjæreste en Misantrops ærbødige Hilsen og Lykkeønskning.
Datteren Nanna Jappes skrev herom: Tilsyneladende var Ægteskabet den rene Idyl. Hun elskede min Far højt, sagde hun gerne ville give sit Liv for ham, men hun vil ogsaa have Alt. Men min Far skal have sagt, da [sønnen] Vagn forlod Hjemmet for at gifte sig, ’nu har jeg ikke mer at leve for.’
Louis Hornbeck stoppede tidligt med at komponere. Fra 1887 var Hornbeck kantor i Trinitatis Kirke. I 1893 søgte han om penge  for hvilke at spille musik. (ibid.) Ansøgningen blev varmt anbefalet af Hartmann og Matthison-Hansen, men ikke indvilget. Stadigvæk virksom i Trinitatis kirke, døde Louis Hornbeck af hjerneblødning 15. september 1906.

## Værkliste
Sange, der er udgivet:
- Opus 1: 3 sange: ”Jeg troer paa Dig” (Carl Ploug), ”Efter Stormen” (Christian Richardt), ”O, Du er lig en Rose rød” (Robert Burns)
- Opus 2: 4 sange (”Kærlighedssange efter det Engelske ved Caralis”): ”Til mit Hjertes Dronning”, ”Skovbækken”, ”Gaa, forglem mig”, ”Morgensang”
- Opus 3: 4 sange: ”De kære Steder (Mads Hansen), ”Mit Højland” (Robert Burns), ”Afsked” (Peder Ludvig Møller), ”Mod Vaaren” (Mads Hansen)
- Opus 4: 3 sange: ”Idyl” (Chr. Møller), ”Notturno” (Ludvig Bødtcher), ”Hængeasken” (Peder Ludvig Møller)
- Opus 5: 6 sange (”Mindre Sange”): ”Den Landflygtige” (Thomas Hood), ”O var du i den kolde Blæst” (Robert Burns), ”Lisbeth” (William Wordsworth), ”Ønsker du at vide” (William Cullen Bryant), ”Serenade” (Jeremiah Joseph Callanan), ”Min Sang er Smertens Røst” (Thomas Haynes Bayly)
- Opus 7: 3 sange (”Tre Digt af Emil Aarestrup”): ”Lokkerne”, ”Huldskab og Troskab”, ”Enthusiasme”

Uden opus-nummer:
- ”Jeg vilde mig udride” (Emil Aarestrup),
- ”Svar som tiltale” (Kjempevise);
- 3 sange: ”Min Skat” (Christian Richard), ”Aftenvandring” (Adam Oehlenschläger), ”Tulte” (Christian Richard)